# Bistum Kuzhithurai
Das Bistum Kuzhithurai (lat.: Dioecesis Kuzhithuraiensis) ist eine in Indien gelegene römisch-katholische Diözese mit Sitz in Thirithuvapuram, Kuzhithurai.

## Geschichte
Das Bistum Kuzhithurai wurde am 22. Dezember 2014 durch Papst Franziskus aus Gebietsabtretungen des südöstlichen Teils des Bistums Kottar errichtet und dem Erzbistum Madurai als Suffraganbistum unterstellt.
Zum ersten Bischof ernannte er Jerome Dhas Varuvel SDB, der im Juni 2020 in den Ruhestand trat. Erst im Januar 2024 wurde mit Albert Anastas ein Nachfolger ernannt.